# Superettan 2023
Superettan 2023 var den tjugofjärde säsongen av Superettan, Sveriges näst högsta division i fotboll, nivån under Allsvenskan.

## Lag och arenor
| Lag              | Län             | Ort         | Arena                 | Underlag   | Kapacitet | Kapacitet | Placering 2022 |
| ---------------- | --------------- | ----------- | --------------------- | ---------- | --------- | --------- | -------------- |
| AFC Eskilstuna   | Södermanland    | Eskilstuna  | Tunavallen            | Konstgräs  | 7 200     | [ 3 ]     | 8              |
| Gais             | Västra Götaland | Göteborg    | Gamla Ullevi          | Hybridgräs | 18 454    | [ 4 ]     | 1 (ES)         |
| Gefle IF         | Gävleborg       | Gävle       | Gavlevallen           | Konstgräs  | 6 432     | [ 5 ]     | 1 (EN)         |
| GIF Sundsvall    | Västernorrland  | Sundsvall   | NP3 Arena             | Konstgräs  | 8 000     | [ 6 ]     | 16 (AS)        |
| Helsingborgs IF  | Skåne           | Helsingborg | Olympia               | Gräs       | 16 000    | [ 7 ]     | 15 (AS)        |
| IK Brage         | Dalarna         | Borlänge    | Borlänge Energi Arena | Konstgräs  | 6 500     | [ 8 ]     | 7              |
| Jönköpings Södra | Jönköping       | Jönköping   | Stadsparksvallen      | Hybridgräs | 7 300     | [ 9 ]     | 12             |
| Landskrona BoIS  | Skåne           | Landskrona  | Landskrona IP         | Gräs       | 10 000    | [ 10 ]    | 6              |
| Skövde AIK       | Västra Götaland | Skövde      | Södermalms IP         | Gräs       | 4 646     | [ 11 ]    | 5              |
| Trelleborgs FF   | Skåne           | Trelleborg  | Vångavallen           | Gräs       | 5 192     | [ 12 ]    | 4              |
| Utsiktens BK     | Västra Götaland | Göteborg    | Bravida Arena         | Konstgräs  | 6 316     | [ 13 ]    | 11             |
| Västerås SK      | Västmanland     | Västerås    | Hitachi Energy Arena  | Konstgräs  | 7 000     | [ 14 ]    | 9              |
| Örebro SK        | Örebro          | Örebro      | Behrn Arena           | Konstgräs  | 13 072    | [ 15 ]    | 10             |
| Örgryte IS       | Västra Götaland | Göteborg    | Gamla Ullevi          | Hybridgräs | 18 454    | [ 4 ]     | 13             |
| Östers IF        | Kronoberg       | Växjö       | Visma Arena           | Hybridgräs | 12 000    | [ 16 ]    | 3              |
| Östersunds FK    | Jämtland        | Östersund   | Jämtkraft Arena       | Konstgräs  | 8 466     | [ 17 ]    | 14             |

## Serien
Två lag, Gais och Gefle IF, hade flyttats upp från Ettan, och två lag, GIF Sundsvall och Helsingborgs IF, hade flyttats ner från Allsvenskan. Inför säsongen tippade medierna Östers IF och Helsingborgs IF i topp, och Östersunds FK och Utsiktens BK i botten.
När halva serien var spelad hade emellertid nedflyttningstippade Utsikten överraskat stort och ledde serien, 5 poäng före Västerås och 6 poäng före nykomlingen Gais, medan favoriten Helsingborg låg på nedflyttningsplats. Utsikten kom dock under hösten att tappa sin fina form, medan Västerås och Gais ångade på och tog direktplatserna till Allsvenskan. Med en poängs marginal lyckades Utsikten hålla undan för fyran Öster, och rädda tredjeplatsen och ett allsvenskt kval.
I botten av tabellen såg länge Skövde AIK ut att vara avsågat, men klubben hittade formen mot slutet av säsongen och lyckades klara en kvalplats. Efter en otroligt jämn bottenstrid slutade istället AFC Eskilstuna och Jönköpings Södra IF på nedflyttningsplatserna, medan Örgryte IS hamnade på den andra kvalplatsen.

## Tabeller

### Poängtabell
| Nr | Lag                 | S  | V  | O  | F  | GM | IM | MS  | P  |
| -- | ------------------- | -- | -- | -- | -- | -- | -- | --- | -- |
| 1  | Västerås SK         | 30 | 19 | 6  | 5  | 48 | 24 | +24 | 63 |
| 2  | Gais (U)            | 30 | 17 | 6  | 7  | 61 | 23 | +38 | 57 |
| 3  | Utsiktens BK        | 30 | 16 | 7  | 7  | 50 | 31 | +19 | 55 |
| 4  | Östers IF           | 30 | 16 | 6  | 8  | 57 | 35 | +22 | 54 |
| 5  | Östersunds FK       | 30 | 10 | 12 | 8  | 44 | 39 | +5  | 42 |
| 6  | IK Brage            | 30 | 12 | 5  | 13 | 39 | 42 | −3  | 41 |
| 7  | Landskrona BoIS     | 30 | 11 | 6  | 13 | 40 | 49 | −9  | 39 |
| 8  | Trelleborgs FF      | 30 | 10 | 9  | 11 | 40 | 52 | −12 | 39 |
| 9  | Gefle IF (U)        | 30 | 9  | 10 | 11 | 36 | 45 | −9  | 37 |
| 10 | GIF Sundsvall (N)   | 30 | 9  | 8  | 13 | 37 | 53 | −16 | 35 |
| 11 | Örebro SK           | 30 | 8  | 10 | 12 | 43 | 45 | −2  | 34 |
| 12 | Helsingborgs IF (N) | 30 | 8  | 9  | 13 | 32 | 37 | −5  | 33 |
| 13 | Skövde AIK          | 30 | 9  | 6  | 15 | 42 | 52 | −10 | 33 |
| 14 | Örgryte IS          | 30 | 8  | 8  | 14 | 33 | 47 | −14 | 32 |
| 15 | Jönköpings Södra IF | 30 | 7  | 10 | 13 | 43 | 57 | −14 | 31 |
| 16 | AFC Eskilstuna      | 30 | 7  | 10 | 13 | 28 | 42 | −14 | 31 |

### Resultattabell
| Hemma \ Borta       | AFC | GAIS | GIF | GIFS | HIF | IKB | JSIF | BOIS | SAIK | TFF | UBK | VSK | ÖSK | ÖIS | ÖIF | ÖFK |
| AFC Eskilstuna      | —   | 0–0  | 2–1 | 0–1  | 0–1 | 2–1 | 2–2  | 0–1  | 3–0  | 1–0 | 1–1 | 1–2 | 3–0 | 1–2 | 1–1 | 1–1 |
| Gais                | 3–0 | —    | 1–1 | 3–3  | 4–1 | 3–0 | 0–1  | 2–0  | 3–1  | 2–1 | 0–1 | 0–2 | 4–0 | 0–1 | 1–0 | 2–1 |
| Gefle IF            | 2–0 | 0–6  | —   | 1–3  | 1–0 | 2–0 | 1–0  | 3–3  | 4–1  | 1–1 | 1–1 | 0–3 | 2–1 | 0–1 | 3–2 | 2–2 |
| GIF Sundsvall       | 1–1 | 0–3  | 2–2 | —    | 1–1 | 1–2 | 3–2  | 2–0  | 2–0  | 1–1 | 1–0 | 1–3 | 2–2 | 1–0 | 2–3 | 0–3 |
| Helsingborgs IF     | 1–0 | 2–1  | 0–0 | 3–2  | —   | 2–0 | 2–2  | 1–2  | 0–0  | 1–3 | 0–1 | 0–1 | 4–1 | 2–3 | 0–1 | 1–0 |
| IK Brage            | 4–0 | 0–4  | 1–1 | 2–0  | 1–0 | —   | 4–0  | 2–1  | 3–2  | 1–1 | 3–0 | 1–2 | 2–1 | 4–1 | 1–2 | 2–1 |
| Jönköpings Södra IF | 2–3 | 0–2  | 2–1 | 1–0  | 2–2 | 4–1 | —    | 1–2  | 2–2  | 3–1 | 0–2 | 2–1 | 0–0 | 2–1 | 2–3 | 1–1 |
| Landskrona BoIS     | 1–2 | 2–1  | 1–0 | 2–2  | 2–1 | 3–0 | 1–1  | —    | 2–0  | 1–1 | 1–3 | 0–1 | 3–2 | 1–2 | 2–2 | 0–1 |
| Skövde AIK          | 1–0 | 0–0  | 3–1 | 2–0  | 1–0 | 0–0 | 3–3  | 4–2  | —    | 2–3 | 2–0 | 0–2 | 1–2 | 2–0 | 1–2 | 5–1 |
| Trelleborgs FF      | 2–0 | 0–6  | 0–1 | 3–4  | 0–0 | 1–0 | 2–1  | 0–3  | 2–2  | —   | 0–3 | 3–2 | 2–2 | 2–0 | 1–3 | 1–0 |
| Utsiktens BK        | 1–1 | 1–2  | 0–0 | 5–0  | 1–1 | 4–1 | 2–1  | 5–1  | 1–0  | 2–3 | —   | 4–0 | 2–1 | 2–1 | 2–1 | 0–0 |
| Västerås SK         | 0–0 | 2–1  | 1–0 | 2–0  | 3–2 | 0–0 | 3–1  | 0–0  | 4–0  | 3–0 | 1–0 | —   | 3–0 | 0–0 | 2–1 | 0–2 |
| Örebro SK           | 3–0 | 0–0  | 2–0 | 0–1  | 1–1 | 0–2 | 3–0  | 4–0  | 5–3  | 0–0 | 5–1 | 1–1 | —   | 0–0 | 1–1 | 0–0 |
| Örgryte IS          | 2–2 | 1–4  | 3–1 | 1–0  | 1–2 | 1–1 | 2–2  | 0–1  | 1–2  | 0–2 | 2–2 | 1–0 | 0–3 | —   | 2–2 | 2–2 |
| Östers IF           | 3–0 | 1–2  | 1–2 | 4–0  | 1–1 | 1–0 | 4–0  | 2–1  | 2–1  | 5–2 | 0–1 | 2–2 | 3–0 | 2–0 | —   | 0–1 |
| Östersunds FK       | 1–1 | 1–1  | 2–2 | 1–1  | 1–0 | 2–0 | 3–3  | 4–1  | 2–1  | 2–2 | 1–2 | 1–2 | 4–3 | 2–1 | 1–2 | —   |

## Kval

### Allsvenskan 2024
|             | 24 november 2023 | Utsiktens BK | 0 – 7           | IF Brommapojkarna                                                                                     | Bravida Arena                                      |                                                    |
| 19:00 UTC+1 | 19:00 UTC+1      |              | (0 – 4) Rapport | 3′, 28′, 69′ Nikola Vasic 11′ Ludvig Fritzson 44′ Alex Timossi Andersson 84′, 90′ Alexander Johansson | Göteborg Publik: 1 392 Domare: Kristoffer Karlsson | Göteborg Publik: 1 392 Domare: Kristoffer Karlsson |
| 19:00 UTC+1 | 19:00 UTC+1      |              |                 | | Göteborg Publik: 1 392 Domare: Kristoffer Karlsson | Göteborg Publik: 1 392 Domare: Kristoffer Karlsson |
| 19:00 UTC+1 | 19:00 UTC+1      |              |                 | | Göteborg Publik: 1 392 Domare: Kristoffer Karlsson | Göteborg Publik: 1 392 Domare: Kristoffer Karlsson |

|             | 27 november 2023 | IF Brommapojkarna | 0 – 0   | Utsiktens BK | Grimsta IP                                        |                                                   |
| 19:00 UTC+1 | 19:00 UTC+1      |                   | Rapport |              | Stockholm Publik: 1 121 Domare: Mohammed Al-Hakim | Stockholm Publik: 1 121 Domare: Mohammed Al-Hakim |
| 19:00 UTC+1 | 19:00 UTC+1      |                   |         |              | Stockholm Publik: 1 121 Domare: Mohammed Al-Hakim | Stockholm Publik: 1 121 Domare: Mohammed Al-Hakim |
| 19:00 UTC+1 | 19:00 UTC+1      |                   |         |              | Stockholm Publik: 1 121 Domare: Mohammed Al-Hakim | Stockholm Publik: 1 121 Domare: Mohammed Al-Hakim |

IF Brommapojkarna till Allsvenskan med det ackumulerade slutresultatet 7–0.

### Superettan 2024
|             | 23 november 2023 | Falkenbergs FF                       | 2 – 2           | Skövde AIK                                  | Falcon Alkoholfri Arena                         |                                                 |
| 19:00 UTC+1 | 19:00 UTC+1      | Godwin Aguda 44′ Oliver Hintsa 90+7′ | (1 – 1) Rapport | 15′ Azeez Temitope Yusuf 78′ Isak Vidjeskog | Falkenberg Publik: 2 851 Domare: Joakim Östling | Falkenberg Publik: 2 851 Domare: Joakim Östling |
| 19:00 UTC+1 | 19:00 UTC+1      |                                      |                 |                                             | Falkenberg Publik: 2 851 Domare: Joakim Östling | Falkenberg Publik: 2 851 Domare: Joakim Östling |
| 19:00 UTC+1 | 19:00 UTC+1      |                                      |                 |                                             | Falkenberg Publik: 2 851 Domare: Joakim Östling | Falkenberg Publik: 2 851 Domare: Joakim Östling |

|             | 26 november 2023 | Skövde AIK                                | 3 – 0           | Falkenbergs FF | Södermalms IP                              |                                            |
| 14:00 UTC+1 | 14:00 UTC+1      | Darrell Kamdem Tibell 25′, 75′ 43′ (sjm.) | (2 – 0) Rapport |                | Skövde Publik: 1 933 Domare: Adam Ladebäck | Skövde Publik: 1 933 Domare: Adam Ladebäck |
| 14:00 UTC+1 | 14:00 UTC+1      |                                           |                 |                | Skövde Publik: 1 933 Domare: Adam Ladebäck | Skövde Publik: 1 933 Domare: Adam Ladebäck |
| 14:00 UTC+1 | 14:00 UTC+1      |                                           |                 |                | Skövde Publik: 1 933 Domare: Adam Ladebäck | Skövde Publik: 1 933 Domare: Adam Ladebäck |

 Skövde AIK till Superettan med det ackumulerade slutresultatet 5–2.
|             | 23 november 2023 | Nordic United | 0 – 1           | Örgryte IS               | Södertälje fotbollsarena                     |                                              |
| 19:00 UTC+1 | 19:00 UTC+1      |               | (0 – 0) Rapport | 78′ Noah Christoffersson | Södertälje Publik: 1 050 Domare: Victor Wolf | Södertälje Publik: 1 050 Domare: Victor Wolf |
| 19:00 UTC+1 | 19:00 UTC+1      |               |                 |                          | Södertälje Publik: 1 050 Domare: Victor Wolf | Södertälje Publik: 1 050 Domare: Victor Wolf |
| 19:00 UTC+1 | 19:00 UTC+1      |               |                 |                          | Södertälje Publik: 1 050 Domare: Victor Wolf | Södertälje Publik: 1 050 Domare: Victor Wolf |

|             | 26 november 2023 | Örgryte IS          | 1 – 0           | Nordic United | Gamla Ullevi                                    |                                                 |
| 16:00 UTC+1 | 16:00 UTC+1      | Viktor Lundberg 18′ | (1 – 0) Rapport |               | Göteborg Publik: 3 393 Domare: Granit Maqedonci | Göteborg Publik: 3 393 Domare: Granit Maqedonci |
| 16:00 UTC+1 | 16:00 UTC+1      |                     |                 |               | Göteborg Publik: 3 393 Domare: Granit Maqedonci | Göteborg Publik: 3 393 Domare: Granit Maqedonci |
| 16:00 UTC+1 | 16:00 UTC+1      |                     |                 |               | Göteborg Publik: 3 393 Domare: Granit Maqedonci | Göteborg Publik: 3 393 Domare: Granit Maqedonci |

Örgryte IS till Superettan med det ackumulerade slutresultatet 2–0.

## Statistik och utmärkelser
| Rank | Spelare              | Lag             | Mål |
| ---- | -------------------- | --------------- | --- |
| 1    | Jesper Westermark    | Östers IF       | 17  |
| 2    | Lucas Hedlund        | Utsiktens BK    | 16  |
| 3    | Adam Bergmark Wiberg | Östers IF       | 14  |
| 3    | Jabir Abdihakim Ali  | Västerås SK     | 14  |
| 5    | Kalle Holmberg       | Örebro SK       | 12  |
| 6    | Julius Lindberg      | Gais            | 11  |
| 7    | Mervan Celik         | Gais            | 10  |
| 8    | Ieltsin Camões       | IK Brage        | 9   |
| 8    | Leo Englund          | Gefle IF        | 9   |
| 8    | Malcolm Stolt        | Östersunds FK   | 9   |
| 8    | Ousmane Diawara      | Landskrona BoIS | 9   |

| Rank | Spelare         | Lag                 | Assist |
| ---- | --------------- | ------------------- | ------ |
| 1    | Gustav Lundgren | Gais                | 12     |
| 2    | Erik Andersson  | GIF Sundsvall       | 11     |
| 3    | Julius Lindberg | Gais                | 10     |
| 4    | Daniel Ask      | Västerås SK         | 9      |
| 4    | Erick Brendon   | Östersunds FK       | 9      |
| 4    | Vladimir Rodić  | Östers IF           | 9      |
| 7    | Malkolm Moënza  | Jönköpings Södra IF | 8      |
| 7    | Simon Gefvert   | Västerås SK         | 8      |
| 7    | Simon Johansson | Västerås SK         | 8      |
| 10   | Mikael Mörk     | Skövde AIK          | 7      |
| 10   | Mohammed Saeid  | Trelleborgs FF      | 7      |

Dessa spelare och tränare utsågs till seriens bästa:

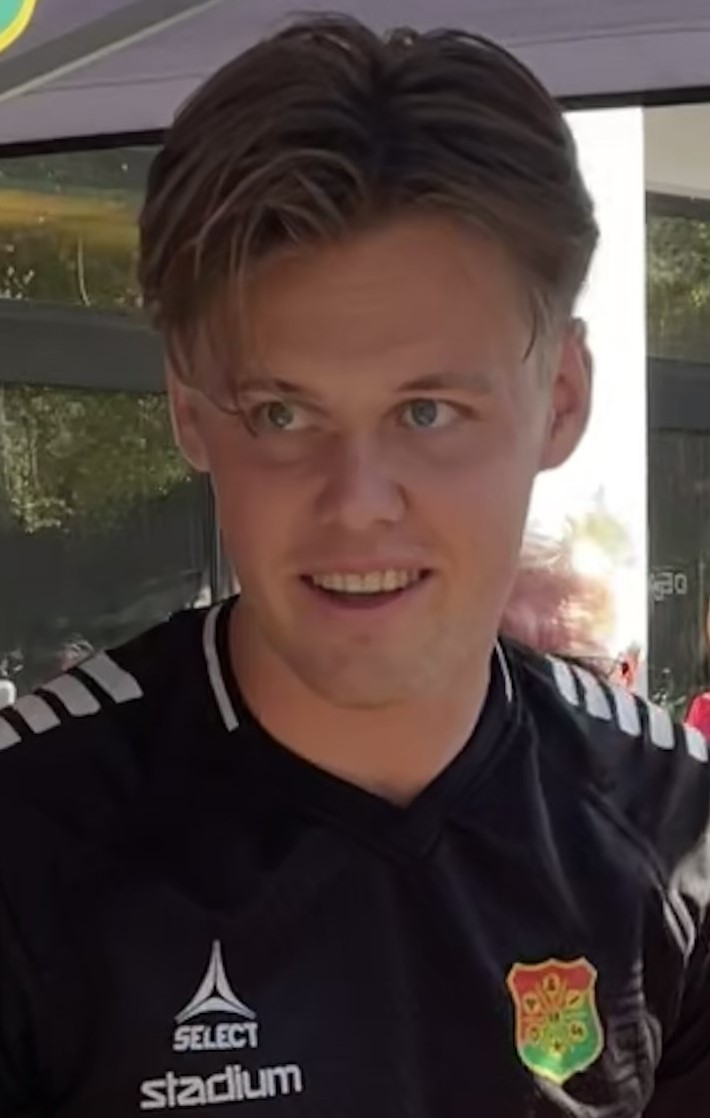
Gais Axel Henriksson utsågs till årets unga spelare i Superettan 2023.

- Årets målvakt: Anton Fagerström, Västerås SK

Övriga nominerade: Mergim Krasniqi, Gais; Elias Hadaya, Utsiktens BK
- Årets back: Frédéric Nsabiyumva, Västerås SK

Övriga nominerade: Axel Norén, Gais; August Wängberg, Gais
- Årets mittfältare: Daniel Ask, Västerås SK

Övriga nominerade: Gustav Lundgren, Gais; Simon Gefvert, Västerås SK
- Årets forward: Julius Lindberg, Gais

Övriga nominerade: Lucas Hedlund, Utsiktens BK; Jabir Abdihakim Ali, Västerås SK
- Årets tränare: Fredrik Holmberg, Gais

Övriga nominerade: Bosko Orovic, Utsiktens BK; Kalle Karlsson, Västerås SK
- Årets unga spelare: Axel Henriksson, Gais

Övriga nominerade: Kofi Asare, Landskrona BoIS; Patric Åslund, Västerås SK
- Årets bästa spelare: Julius Lindberg, Gais

Övriga nominerade: Daniel Ask, Västerås SK; Simon Johansson, Västerås SK